# Никола Маринов (писател)
Никòла Марѝнов (Кольо Маринов Косев) е български писател, белетрист.

## Биография
Никола Маринов е роден на 16 януари 1909 г. в село Враниловци, област Габрово. Учи в средното механотехническо училище „Д-р Н. Василияди" в Габрово (1924 – 1927 г.); изключен е заради участие в ученическа стачка. През 1927 – 1934 г. е работник в Габрово, Бургас и София. Член е на БКП от 1929 г. Участва в революционното работническо движение; член е на окръжните комитети на Работническата партия (РП) в Габрово, Бургас и София. През 1935 г. е осъден задочно по Закона за защита на държавата (ЗЗД) на 12,5 години строг тъмничен затвор. През 1937 – 1939 г. е доброволец в Гражданската война в Испания. След войната е във френски концентрационни лагери; в 1940 г. избягва. Включва се през 1942 г. в българска бойна група и участва във френската съпротива срещу германската окупация в Парижка област, no-късно е командир на партизански отред, който действа около Париж; получава чин лейтенант от френските въоръжени сили на Съпротивата. Връща се в България през 1945 г. До 1947 г. работи в Радио София, Националния съвет на Отечествения фронт и Централния комитет на Съюза на бойците против фашизма. От 1947 г. се отдава на литературна дейност.
Починал е на 22 септември 1982 г. в София.

## Литературна дейност
Никола Маринов е автор на:
- романи – „Шестимата“ (1946), „Интербригадисти“ (1948), трилогията „Родна земя" (1950), „Отредът“ (1951) и „Паметна година“ (1954), „Завод 17“ (1953), „Стоманеният възел“ (1955), „Копринка“ (1963);
- повести – „Хозе Хуан" (1946), „Белият дом на рудничаря" (1950) и други;
- книги за деца и юноши – „Каменската махала" (1948), „Малкият кабалеро" (1954), „Червеното хвърчило" (1968), „Деветдесет дни под земята" (1972) и други.

## Награди
Никола Маринов е награждаван с:
- орден „Георги Димитров“ (1979);
- орден „Народна република България“ II степен (1969);
- орден „Народна република България“ I степен (1974).